# Stemodia glabella
Stemodia glabella är en grobladsväxtart som beskrevs av W.R. Barker. Stemodia glabella ingår i släktet Stemodia och familjen grobladsväxter. Inga underarter finns listade i Catalogue of Life.